# Sporta
Sporta (afkorting voor sportapostolaat) is een Vlaamse katholieke sportvereniging die door Antoon van Clé, O. Praem. (1891-1955) van de abdij van Tongerlo in 1947 werd opgericht. In 1954 richtte Sporta haar eerste sportkamp in.  Deze kampen werden al vlug een begrip in Vlaanderen. In de schaduw van de abdij werd in 1963 een sportcomplex gebouwd dat gestadig werd uitgebreid.
In West-Vlaanderen worden tijdens de jaarlijkse sportabedevaart, die traditioneel het startschot aangeeft voor het nieuwe seizoen voor wielertoeristen en de clubkampioenschappen, na een mis sporters, fietsen en sportmateriaal gezegend en overleden sportlui herdacht. Wielrenners hielden vele jaren geleden voor het eerst een bedevaart toen zij na de mis in de Sint-Pieterskerk van Torhout biddend en met de koersfiets aan de hand vertrokken naar een van de devotiekapelletjes in Wijnendalebos. Later werd de bedevaart uitgebreid naar andere sporttakken.